# Как се запознах с баща ти
„Как се запознах с баща ти“ (на английски: How I Met Your Father) е американски ситком, излъчен между 18 януари 2022 г. и 11 юли 2023 г. и е спиноф е на „Как се запознах с майка ви“. Главните роли се изпълняват от Хилари Дъф, Кристофър Лоуъл, Франсия Раиса, Сурадж Шарма, Том Ейнсли, Тиен Тран и Ким Катрал. Сериалът проследява живота на Софи Томпкинс (Дъф) и нейните приятели в Манхатън. Катрал играе ролята на възрастната Софи през 2050 г., която разказва на сина си как се е запознала с баща му през януари 2022 г. и последвалите събития, довели до раждането му.

## „Как се запознах с баща ти“ в България
В България сериалът започва на 16 август 2023 г. по „Фокс Лайф“, всеки делник от 16:05 по два епизода с повторение от 07:45. Първи сезон завършва на 22 август. На 4 юли 2024 г. започва втори сезон, всеки делник от 19:00 по два епизода и завършва на 17 юли. Дублажът е на „Доли Медия Студио“. Ролите се озвучават от артистите Златина Тасева, Таня Димитрова, Иля Пепеланов, Николай Върбанов в първия сезон, Илиян Пенев във втория и Цанко Тасев.